# Сансані Сахуссарунгші
Пані Сансані Сахуссарунгші (Sansanee Sahussarungsi) (1959) — таїландський дипломат. Надзвичайний і Повноважний Посол Таїланду в Україні за сумісництвом (2018-).

## Життєпис
Має диплом, Northwood High School, Меріленд, США. Бакалавр з міжнародних відносин, Університет Чулалонгкорна, Бангкок, Таїланд; Магістр міжнародних досліджень, Клермонт університет, Клермонт, Каліфорнія, США; 1986 - інтернатура Програма Організації Об'єднаних Націй по Graduate, штаб-квартира Організації Об'єднаних Націй, Нью-Йорк, США. У 2001 Азіатсько-Тихоокеанський центр досліджень безпеки (APCSS), під Міністерством оборони Сполучених Штатів у Гонолулу, Гаваї, США.
З 1981 року на дипломатичній роботі в Міністерстві закордонних справ Таїланду.
У 1986—1991 рр. — Аташе і Третій секретар, Відділ мовлення, Департамент інформації, Таїланд, потім була призначена в Посольство Королівства Таїланду, Оттава, Канада в якості третьої секретаря та другого секретаря.
У 1991 рік — другий секретар відділу політики та планування Канцелярія постійного секретаря міністерства закордонних справ Таїланду
У 1993—1994 рр. — перший секретар, Управління Секретаріату Прем'єр-міністра Таїланду
У 1994 році — перший секретар відділу економічної інформації Департаменту економічних відносин
У 1995 році — перший секретар відділу економічних відносин та співробітництва Департаменту економічних відносин
У 1999 році — радник, відділ міжнародних економічних питань, департамент економіки
У 2000 році — Радник, Північно-американський Відділ Департаменту США у справах Південної частини Тихого океану
У 2004 році — директор Відділу економічних відносин та співробітництва, департамент міжнародних економічних відносин
У 2005 році — директор відділу економічної інформації, департамент міжнародних економічних відносин
У 2006 році — міністр-радник, Постійне представництво Таїланду при Організації Об'єднаних Націй, Нью-Йорк, США.
У 2011 році — директор відділу радіомовлення, Департамент інформації, Таїланд
У 2012 році — директор Відділу міжнародної економічної політики Департаменту міжнародного співробітництва з економічних питань
У 2012 році — заступник генерального директора, Департамент міжнародного співробітництва з економічних питань
З травень 2017 — Надзвичайний і Повноважний Посол Королівства Таїланд в Республіці Польща.
21 вересня 2018 року — вручила вірчі грамоти Президенту України Петру Порошенку.